# Аргынбаев, Халел Аргынбаевич
Хале́л Аргынба́евич Аргынба́ев (каз. Халел Арғынбайұлы Арғынбаев, 1924—1998) — советский и казахский этнограф, археолог; доктор исторических наук (1977), профессор (1982); с 1976 по 1989 годы возглавлял Отдел этнографии Института истории, археологии и этнографии Академии наук Казахской ССР.
Автор ряда научно-популярных монографий, впервые подробно освещавших бытовую и хозяйственную культуру народов Казахстана. Писал, в основном, на казахском языке. Активный участник проекта АН СССР «Историко-этнографический Атлас Средней Азии и Казахстана» (1955—1990). В первые годы независимости Аргынбаев был уже пожилым человеком — представителем этнологов «старой советской школы», отличавшихся высоким уровнем квалификации, его уход стал «серьёзной потерей как для отдела этнологии, так и для этнографической науки Казахстана в целом».

## Биография
Родился 21 сентября 1924 года в ауле № 17 Баянаульского района Павлодарского уезда в семье казаха-шаруа.
Коллективизация в Казахстане в 1929—1930 годы повлекла за собой голод в степях. Начиная с 1931 года большая семья Аргынбаевых переезжала в поисках лучшей доли с места на место: Кузбасс (1931—1932), Петропавловск-Камчатский (1932—1934), Новосибирск (1934—1935), Каратальский район (1935—1938), Капальский район (1938). Чтобы прокормить семью, отец и мать работали на тяжёлых или низкооплачиваемых работах. Летом 1939 Халел Аргынбаев получил аттестат в восьмилетней Конырской школе и поступил в Капальское педагогическое училище.
Окончив училище, с 1 сентября 1942 он стал курсантом краткосрочных радиотелеграфных курсов Среднеазиатского военного округа в Ташкенте. Окончив курсы 13 января 1943, 8 марта 18-летний радист Халел Аргынбаев прибыл в распоряжение штаба 10 артиллерийской дивизии Воронежского фронта. 24 апреля 1943 переведён радистом в штаб 27-й артиллерийской бригады, в которой служил уже до Победы в составе 2-го и 3-го Украинских фронтов.
После войны до мая 1946 оставался старшим радистом в одном из штабов Прикарпатского ВО. С мая 1946 — командир радистов 135 артиллерийской бригады Прибалтийского ВО (г. Чортков). Демобилизовался 1 марта 1947. Награждён боевым орденом «Отечественной войны», боевой медалью «За боевые заслуги» и одной памятной медалью «За победу над Германией в Великой Отечественной войне 1941—1945 гг.». Последняя награда дала Аргынбаеву право получить ещё три памятные медали.
1 сентября 1947 поступил в Казахский педагогический институт им. Абая, на исторический факультет. Окончив с отличием, в августе 1951 назначен завучем в Педагогическое училище в Панфилове, в 30 км от границы с Китаем. В течение трёх лет совмещал там работу завуча и преподавателя истории.
15 октября 1954, после конкурса, зачислен в очную аспирантуру Отдела этнографии Института истории, археологии и этнографии при Казахской Академии наук. Его научным руководителем стала И. В. Захарова, бывшая всего на год его старше, в то время исполнявшая обязанности заведующего Отделом этнографии. Начались экспедиции, следовавшие одна за другой. Через три года, когда истёк срок аспирантуры, материалы диссертации, подготовленной Аргынбаевым на данных только по одной области, предложили положить в основу другой диссертации, уже на материалах по всему Восточному Казахстану. Получив звание младшего научного сотрудника, Аргынбаев продолжил работу над кандидатской диссертацией, и 19 мая 1960 успешно её защитил. Тема диссертации: «Историко-культурные связи русского и казахского народов и их влияние на материальную культуру казахов в середине ХІХ и начале XX вв. (по материалам Восточного Казахстана)».
22 сентября 1961 г. Х. А. Аргынбаев утверждён в должности и. о. старшего научного сотрудника ИИАЭ АН КазССР. 29 декабря 1963, за активную научно-исследовательскую работу в области традиционной казахской этнологии, ему присвоено звание старшего научного сотрудника. В результате многолетних экспедиционных поездок почти во все области и районы Казахстана Халел Аргынбаевич собрал значительный полевой этнографический материал. Сначала на его основе он писал небольшие статьи, постепенно складывалось понимание общей картины, и появлялись монографии. Одна из таких монографий стала основой для докторской диссертации на тему «Семья и брак у казахов», защищённой в 1975. В декабре следующего года Аргынбаев становится и. о. заведующего Отделом этнографии ИИАЭ АН КазССР. 18 марта 1977 ему присвоена степень доктора исторических наук, а 28 мая он был утверждён в должности завотделом этнографии.
Как заслуженному преподавателю КазГУ им. С. М. Кирова 19 февраля 1982 г. учёному присвоено звание профессора по кафедре археологии и этнографии. 19 мая 1986 г. Х. А. Аргынбаев был избран завотделом в третий и последний раз: в 1989 году он оставил пост по возрасту и с января 1990 находился в должности главного научного сотрудника Отдела этнографии.
В годы распада СССР и обретения его родиной независимости уже пожилой Х. А. Аргынбаев не прекращает работать, — наоборот, планов и проектов стало только больше. Не успела образоваться в середине 1990-го «Ассамблея народов Казахстана», профессор первым делом готовит для неё докладную записку «О необходимости Этнологического центра в системе НАН РК». В 1995 выходит в свет итог работы всей его жизни, итог его усилий как учёного, организатора, администратора и патриота — усечённая и незавершённая версия 40-летнего проекта АН СССР «Историко-этнографический Атлас Средней Азии и Казахстана»: эта коллективная монография вышла под названием «Казахи. Историко-этнографическое исследование».
Последняя работа главного научного сотрудника Отдела этнографии, доктора исторических наук, кавалера ордена «Отечественной войны» и медали «За боевые заслуги» Халела Аргынбаевича Аргынбаева, — «Традиционная культура жизнеобеспечения казахов», — вышла уже после его скоропостижной смерти 08 августа 1998 года, и была издана только благодаря «титаническим» усилиям его учеников.

## Научный вклад
К 1 января 1990 года Х. А. Аргынбаев написал 7 монографий и 167 статей. Под его научным руководством было защищено около 15 докторских и кандидатских диссертаций, что позволяет говорить о собственной школе казахской этнологии, созданной учёным своим сорокалетним трудом.
Основной, исключительно продуктивный этап научной деятельности Халела Аргынбаева относится к 1960 — началу 1980-х годов. В этот период учёным совместно с коллегами были проведены около 30 этнографических экспедиций, обследована фактически вся территория Казахстана. Был собран огромный уникальный полевой материал по традиционно-бытовой культуре казахов, — в том числе материальный, пополнивший коллекции музеев, — на основе которого написан ряд крупных и важных для понимания этой культуры монографий.
Используя самые разнообразные материалы, ему фактически впервые удалось проанализировать особенности кочевого, полукочевого и оседлого скотоводства, определить характер, ареал, направленность и протяженность кочевых маршрутов, показать системы выпаса скота, определить и описать связь между структурой стада и продуктивностью растительного покрова. В его трудах наиболее полно освещена основа основ жизнедеятельности казахского общества — животноводство, дана ёмкая характеристика скотоводческого хозяйства казахов, народной ветеринарии и обычаев, связанных со скотоводством.
Однако особо следует подчеркнуть, что приоритет в освещении народной ветеринарии казахов принадлежит не ему, а С. К. Кожакину, который, за 13 лет до Х. А. Аргынбаева, в 1949 году первым проанализировал эту область человеческой деятельности в Казахстане в своей диссертационной работе на соискание учёной степени кандидата ветеринарных наук. Одним из ярких выступлений на защите диссертационной работы С. К. Кожакина является мнение профессионального историка, кандидата исторических наук, старшего научного сотрудника «Института истории, археологии и этнографии Академии наук Казахской ССР» В. Ф. Шахматова. В своём выступлении учёный-историк подчеркнул, что «Попытку диссертанта осветить вопрос о (казахской) народной ветеринарии необходимо поставить ему в заслугу». С 1954 г. Х. А. Аргынбаев начал работать в ИИАЭ АН КазССР вместе с уже упомянутом учёным-историком В. Ф. Шахматовым, темы НИР которых переплетались и уже к 1962 году Х. А. Аргынбаев написал статью в трудах института под названием: «Мал ауруларын емдеудегі қазақтың халықтық тәжірибеси туралы этнографиялық очерк» («Народная ветеринария у казахов (этнографический очерк)», в которой даже не упоминает о диссертации С. К. Кожакина 1949 г. «История ветеринарии в Казахстане» (в то время директора Казахского научно-исследовательского ветеринарного института), как первоисточнике, что является некорректным заимствованием.
Существенный вклад труды Х. А. Аргынбаева внесли в изучение казахской семьи, жилища, ремёсел, полноценной и научно обоснованной истории казахских жузов (шежире); в конце научной карьеры его особенно привлекали «народные знания» казахов, как кладезь установленных опытом многих поколений причинно-следственных связей.

## Научные труды
Из наиболее важных научных работ чаще всего называют капитальные монографии:
- Этнографический очерк казахского животноводства, А., 1969;
- Семья и брак казахского народа, А., 1973;
- Рукоделие (ремесло) казахского народа, А., 1987;
- Казахская семья, А., 1996.

Существует и достаточно полный перечень трудов Х. А. Аргынбаева, он был составлен к празднованию 70-летия учёного и позже опубликован в журнале «Этнографическое обозрение» (1996, № 4)
- Историко-культурные связи русского и казахского народов и их влияние на материальную культуру казахов во второй половине XIX — начале XX В. // ТИИАЭ АН КазССР. Т. 6. Алма-Ата, 1959. С. 19-90.

- Казахи // Украинская советская энциклопедия. Т. V. М., 1960.

- 1958 ж. Онтустік Казахстан облысында уйымдастырылган этнографиялык экспедиция жұмысынын корьггындсы (Итоги Южно-Казахстанской этнографической экспедиции 1958 г. В соавт. с И. В. Захаровой) // ТИИАЭ АН КазССР. Т. 12. Алма-Ата, 1961. С. 92-119.

- Краткий очерк материальной культуры переселенцев из России в Казахстан // ТИИАЭ АН КазССР. Т. 16. Алма-Ата, 1962. С. 138-167.

- Мал ауруларын емдеудегі казактын халыктык тэжрибесі туралы этнографиялык очерк (Этнографический очерк народной ветеринарии у казахов) // ТИИАЭ АН КазССР. Т. 16. Алма-Ата, 1962. С. 3-34.

- Из опыта ведения общественного животноводства колхоза им. XXII партсъезда // Изв. АН КазССР. Сер. ист. № 3. 1962. С. 41.

- Мал ауруларын емдеудегі казактын халыктык тэжрибесі туралы (О народной ветеринарии у казахов). Алматы, 1963.

- XXII — партсъезд атындагы колхоздын отарлы мал шаруашылыгы жайында (Об отгонном животноводстве колхоза им. XXII партсъезда) // ТИИАЭ АН КазССР. 1963. Т. 18. С. 3-29.

- Рецензия (В соавт. с В. В. Востровым, Э. А. Масановым и Р. Д. Ходжаевой): К. И. Антипина. Особенности материальной культуры киргизов. Фрунзе, 1963 // Сов. этнография. 1964. № 1.

- Рецензия: Масанов Э. А. Очерк истории этнографического изучения казахского народа в СССР. Алма-Ата, 1966 // Сов. этнография. 1966. № 5.

- Животноводство // Культура и быт казахского колхозного аула. Алма-Ата, 1967.

- Рецензия (в соавт. с Е. Дильмухамедовым): У. X. Шалекенов. Казахи низовьев Аму-Дарьи. Ташкент, 1966 // Сов. этнография, 1968. № 3. С. 161.

- Рецензия (в соавт. с В. Я. Васиным): Э. А. Масанов. Очерк истории этнографического изучения казахского народа в СССР. Алма-Ата, 1966 // Социалистік Қазакстан. 2 февраля 1968 г.

- Рецензия: И. В. Захарова и Р. Д. Ходжаева. Казахская национальная одежда XIX — начала XX в. Алма-Ата, І964. // Социалистік Қазакстан. 2 ноября 1968 г.

- Рецензия (в соавт. с Нурпеисовым): О. Сексенбаев. Совхозное строительство в Казахстане 1917—1937 гг. Алма-Ата, 1968 // Народное хозяйство Казахстана. 1968. № 6. С. 96.

- Казактын мал шаруашылыгы жайында этнографиялык очерк (Этнографический очерк о скотоводческом хозяйстве казахов). Алматы, 1969.

- Казактын ер-тұрман жабдыктары (О верховой сбруе у казахов) // Казахстан в XV—XVII веках. Алма-Ата, 1969. С. 171-202.

- О современном отгонном животноводстве в Казахстане // Тр. VII Междунар. конгресса антропологических и этнографических наук. Т. 10. М., 1970. С. 547-551.

- Итоги этнографических работ в Казахстане // Ленинское знамя. 1970. 27.VII.

- Рецензия (в соавт. с А. Сабырхановым): В. Я. Басин. Россия и казахские ханства в XV—XVIII вв. Алма-Ата, 1971 // Казак эдебиеті. 1972. 23.111.

- Казак халындагы семья мен неке (Семья и брак у казахов). Алматы, 1973.

- Свадьба и свадебные обряды у казахов. М., 1973. (Доклад на IX конгрессе АИЭН в Чикаго). Тот же текст: Marriage and Marriage Rites Among the Kazakhs in the Nineteenth and Early Twentieth Centuries. Chicago, 1973.

- Некоторые особенности хозяйства казахов Капаевского уезда Семиреченской области (в конце XIX — начале XX в.) // Очерки по истории хозяйства пародов Средней Азии и Казахстана. Л., 1973. С. 154-161.

- Новое в производственном и семейном быту казахского сельского населения (в соавт. с Г. Дахшлейгером и X. Кауановой) // Торжество ленинской национальной политики КПСС. Алма-Ата, 1973. С. 379-385.

- Рецензия (в соавт. с В. Востровым и Р. Ходжаевой): С. М. Абрамзон. Киргизы и их этногенетические и историко-культурные связи. Л., 1971 // Изв. АН КазССР. 1973. № 4. С. 69-73.

- Академику А. X. Маргулану 70 лет (в соавт. с С. Акатаевым) // Изв. АН КазССР. Сер. обществ, наук. 1974. № 3.

- Академику А. X. Маргулану 70 лет // Вестн. АН КазССР. 1974. № 3. С. 21-22.

- Свадьба и свадебные обряды у казахов в прошлом и настоящем // Сов. этнография. 1974. № 6. С. 69-78.

- Казак халкын этнографиялык т...úргыда зерттеуде СССР Ғылым академиясынын ролі (Роль АН СССР в этнографическом изучении казахского народа) // Коммунистік енбек. 1974. 5.XI.

- Рецензия: М. Муканов. Этнический состав и расселение казахов Среднего жуза. Алма-Ата, 1974 // Қазак эдебиеті. 1974. 5.ІХ.

- Народные обычаи и поверья казахов, связанные со скотоводством // Хозяйственно-культурные традиции народов Средней Азии и Казахстана. М., 1975. С. 194-206.

- Рецензия: Н. Нурмухамедов. Искусство Казахстана. М., 1970 // Жулдыз. 1975. № 2.

- Қазактар // Қазак совет энциклопедиясы. Т. 6. Алматы, 1975.

- Мангыстау ескерткіштерін коргау хакында (Об охране памятников на Мангышлаке // Коммунистік енбек. 1975. 12.VIII.

- Рецензия: Г. Марков. Кочевники Азии. М., 1976 // Изв. АН КазССР. Сер. ист. 1977. № 4.

- Этнография // Казак совет энциклопедиясы. Т. 12. Алматы, 1978. С. 451.

- Материальная культура казахов в XVIII в. // История Казахской ССР. Т. III. Алма-Ата, 1979. С. 217-222.

- Игі бастама (Хорошее начало) // Білім және енбек. 1979. № 11.

- Рецензия: Г. Ф. Дахшлейгер. Маршрутом социального прогресса. Алма-Ата, 1978 // Книжное обозрение. 1979. № 21. 25.V.

- Животноводство // Хозяйство казахов на рубеже XIX—XX веков. Алма-Ата, 1980.

- Қазак халврянын 15-18-гасырлардагы эдет-гұрыптары (Обычаи и обряды казахов в XV—XVIII вв.) // Қазак совет энциклопедиясы. Алматы, 1980.

- Рецензия (в соавт. с Б. Кумековым): М. Муканов. Казахские домашние художественные ремесла // Изв. АН КазССР. Сер. ист. 1980. № 3.

- Дәстурдін озыгы бар... (Есть обычаи прогрессивные...) // Дәстурдін озыг-ы бар... Алматы, 1981.

- Краткий очерк научно-педагогической и общественной деятельности академика А. X. Маргулана (в соавт. с Н. Масановым) // Библиография ученых Казахстана. А. X. Маргулан. Алма-Ата, 1984.

- The kinship system and customs connected with the ban on pronouncing the personal names of elder relatives among the Kazakhs (Система родства и обычаи, связанные с запретом на произношение имен старших родственников у казахов) // Kinship and Marriage in the Soviet Union. Field Studies. London; Boston; Melbourne; Henley, 1984.

- Жузы // Казахская ССР. Краткая энциклопедия. Т. I. Алма-Ата, 1985.

- Ч. Валиханов — первый казахский ученый просветитель-демократ (в соавт. с Н. Масановым) // Вестн. АН КазССР. 1986. № 11.

- Рецензия (в соавт. с Н. Масановым): Д. И. Дулатова. Дореволюционная историография Казахстана // Вестн. АН КазССР. 1985. № 10.

- Біздін адамгершілік негіздеріміз (Нравственные основы казахской семьи) // Қазакстан эйелдері. 1986. № 1.

- Салауатты ұрпак амы ушін (Забота о здоровых потомках) // Қазақстан эйелдері. 1986. № 3.

- Қаралыға көыіл айту дәсстүрі (Искусство выражения соболезнования) // Қазакстан эйелдері. 1986. № 10.

- Қазах халкынын колөнері (Прикладное искусство у казахов). Алматы, 1987.

- Жана дэстрх жанд салт (Обновленные обычаи и обряды) // Берік болсын босаган. Алматы, 1988.

- Общественная деятельность Чокана Валиханова // Чокан Валиханов и современность. Алма-Ата, 1988.

- Историко-этнографические проблемы истории дореволюционного Казахстана в историографии конца 30-х – 50-х годов. (В соавт. с Н. Алимбаевым) // Вопросы историографии и источниковедения Казахстана. Алма-Ата, 1988.

- Казахи (в соавт. с С. Исмагуловым) // Народы мира. М., 1988.

- Халык даналыгы (О народных знаниях) // Білім және енбек. 1988. № 1.

- Шынайы емшінін жөні белек (О настоящих лекарях) // Зерде. 1989. № 12.

- Традиционные формы брака у казахов // Этническая история и традиционная культура народов Средней Азии и Казахстана. Нукус, 1989.

- Об экзогамном запрете у казахов // Маргулановские чтения. Алма-Ата, 1989.

- Ата-баба малды да елмдей білген (Предки и скот лечить умели) // Зерде. 1990. № 3.

- Археологическое и этнографическое изучение Казахстана (в соавт. с К. Акишевым и Н. Алимбаевым) // Историческая наука Советского Казахстана. Алма-Ата, 1990.

- Этнографическая проблематика в историографии конца 30–50-х годов (в соавт. с А. Алимбаевым) // Историческая наука Советского Казахстана. Алма-Ата, 1990.

- Семейно-брачные отношения у казахов в советскую эпоху // Актуальные проблемы истории Советского Казахстана. Алма-Ата, 1990.

- Образование казахских жузов и их дальнейшая этнополитическая судь6а // Проблемы этногенеза и этнической истории народов Средней Азии и Казахстана. М., 1991.

- Казак байыса катын алган (Казах разбогатеет, жену берет) // Ана тілі. 1991. г. 27.I.

- Кұйеудін ұрын бару салты (Первое посещение женихом невесты) // Ана тілі. 1991. 24.X.

- Баянауылдан Камчаткага дейін (от Баянаула до Камчатки) // Жулдыз. 1991. № 7.

- Туыстык жекжат-жұрат хакында (О системе родства) // Ата мекен. Алматы, 1992.

- Қаздауысты Казыбек би (Сказание о Каздауысты Казыбек бие) // Жібек жолы. 1992. № 3-4.

- Аблай аспас арканын Сары белі (Не доступная Аблаю Сарыарка) // Ана тілі. 1992. 9.VII.

- В обычаях душа народа // Казахстанская правда. 1992. 23.IX.

- Қазактагы кейбір семьялык эдет-гурыптар хакында (О некоторых семейных обычаях и обря-дах) // Жетысу тарихы мен мэдениеті. Материалы научн. конф., посвященной 300-летнему юбилею Кабанбай-батыра. Кн. П. Талдыкоргын, 1992.

- Тегін білгеннин терістігі жок (Следовало бы знать о своем родословии) // Эділет. II—IV. 1993. № 6-16.

- Рецензия (в соавт. с Н. Масановым): М. С. Муканов. Этническая территория казахов в XVIII — начале XX века. Алма-Ата, 1991. // Изв. НАН РК. Сер. обществ, наук. 1993. № 1.

- Рецензия (в соавт. с Н. Масановым и М. Мукановым): Р. Г. Кузеев. Народы Среднего Поволжья и Южного Урала. М., 1992 // Этнограф. обозрение. 1993. № 1.

- Қаздауыды Казыбек би елшілігі хакында (О дипломатической миссии Казыбек бия) // Казак тарихы. 1993. № 2.

- Кұлік шежресі (Генеалогия рода кулик) // Дауа. 1993. № 5.

- Халык білімі хакында (О народных знаниях) // Изв. НАН РК. Сер. обществ, наук. 1994. № 1.

- Казак жанұясынын кадірі (О казахской семье) // Заман-Казахстан. 1994. № 3-4.

- Қонак кабылдау дэстұрі (О приеме гостей у казахов) // Заман-Казакстан. 1994. № 5.

- Бала тэрбиесі хакында (О воспитании детей) // Заман-Қазакстан. 1994. № 7.

- Мэйітті жерлеу және оны аткару дәсұрі (Похороны и похоронные обряды) // Заман-Қазакстан. 1994. № 9.

- Калынмал жэне жасау (Калым и приданое) // Заман-Қазакстан. 1994. № 31-32.

## Отзывы современников
Тов. Аргынбаев участвовал в боях под г. Яссы, за г. Бузэу и Плоешти, проявляя образцы мужества и героизма. Так в бою под огнём противника тов. Аргынбаев осуществлял связь между КП и огневой позицией. В бою под огнём противника тов. Аргынбаев за г. Бузэу, не взирая угрожающую опасность ни на минуту не отходил от радиостанции и обеспечивал бесперебойную связь, благодаря чему батарея имела возможность вести огонь. Тов. Аргынбаев заслуживает правительственной награды. медаль «за отвагу». Командир 1/27 арт тяж пуш артбр майор Трейсер. 3 сентября 1944 г.— Наградной лист. Приказ подразделения №: 13/н от: 10.09.1944 

Вся жизнь, в том числе научно-педагогическая и организаторская деятельность Халела Аргынбаевича, является образцом для подражания настоящему и будущему поколению историков и этнологов. Его человеческая простота, скромность и доброта, природная тактичность, мудрость и интеллект навсегда сохранится в памяти его коллег, учеников, родных и близких.— Калыш А. Б., Исаева А. И. Халел Аргынбаев — видный казахстанский этнолог

Халел Аргынбаев принадлежал к весьма многочисленной категории скромных ученых, являющих собой «соль» профессионального научного сообщества, для которых новое знание и истина были важнее высоких званий.— Серик Ажигали, доктор исторических наук,
 заведующий отделом этнологии и антропологии 
Института истории и этнологии им. Ч. Валиханова МОН РК, 
"Казахстанская правда", 14 мая